# Jade Ewen
Jade Almarie Louise Ewen (Londra, 24 gennaio 1988) è una cantante e attrice britannica, l'ultimo membro aggiuntosi nel gruppo delle Sugababes a seguito dell'abbandono di Keisha Buchanan. Ha rappresentato il Regno Unito all'Eurovision Song Contest 2009 con la ballata It's My Time arrivando quinta.

## Biografia
Jade nasce il 24 gennaio 1988 a Londra da padre scozzese di origini siciliane e madre giamaicana. Nel 2005 entra a far parte della girlband R&B Trinity Stone, dopo lo scioglimento del gruppo nel 2007, Jade incominciò a lavorare a del materiale solista. Nel 2008 pubblica il suo primo singolo Got You, a gennaio 2009 invece partecipa alle selezioni per la rappresentazione del Regno Unito all'Eurovision Song Contest 2009. Jade superò le selezioni ed ebbe l'onore di rappresentare il Regno Unito all'Eurovision con la sua ballad It's My Time. Il pezzo arrivò al quinto posto alla competizione e successivamente firmò un contratto con la Polydor Records.
Nel marzo dello stesso anno il pezzo venne pubblicato come singolo e raggiunse la posizione numero ventisette in Regno Unito ottenendo successo anche in altri paesi. Successivamente cominciarono a circolare sul web alcune voci che affermavano l'ingresso di Jade nelle Sugababes al posto di Amelle Berrabah. Le voci furono poi smentite, fino a quanto arrivò la sconvolgente notizia dell'abbandono di Keisha Buchanan, l'unica fondatrice delle Sugababes rimasta nel gruppo. Nel settembre 2009 Jade Ewen diventa membro ufficiale delle Sugababes. Nella stessa settimana viene pubblicato anche il secondo singolo My Man. Il pezzo raggiunge la posizione numero trentacinque in Regno Unito, i progetti promozionali del singolo vengono totalmente cancellati e anche la pubblicazione dell'album di debutto solista Punching Out, prevista per il 2010, viene cancellata per permettere alla cantante di occuparsi al progetto Sugababes.
Nel 2014 ha fatto il suo debutto sulle scene londinesi nel musical Porgy and Bess in scena al Regent's Park Open Air Theatre e nel 2015 ha recitato nel musical In the Heights nel West End di Londra. L'anno successivo invece ha interpretato Jasmine nella prima britannica di Aladdin in scena al Prince Edward Theatre di Londra.

## Discografia

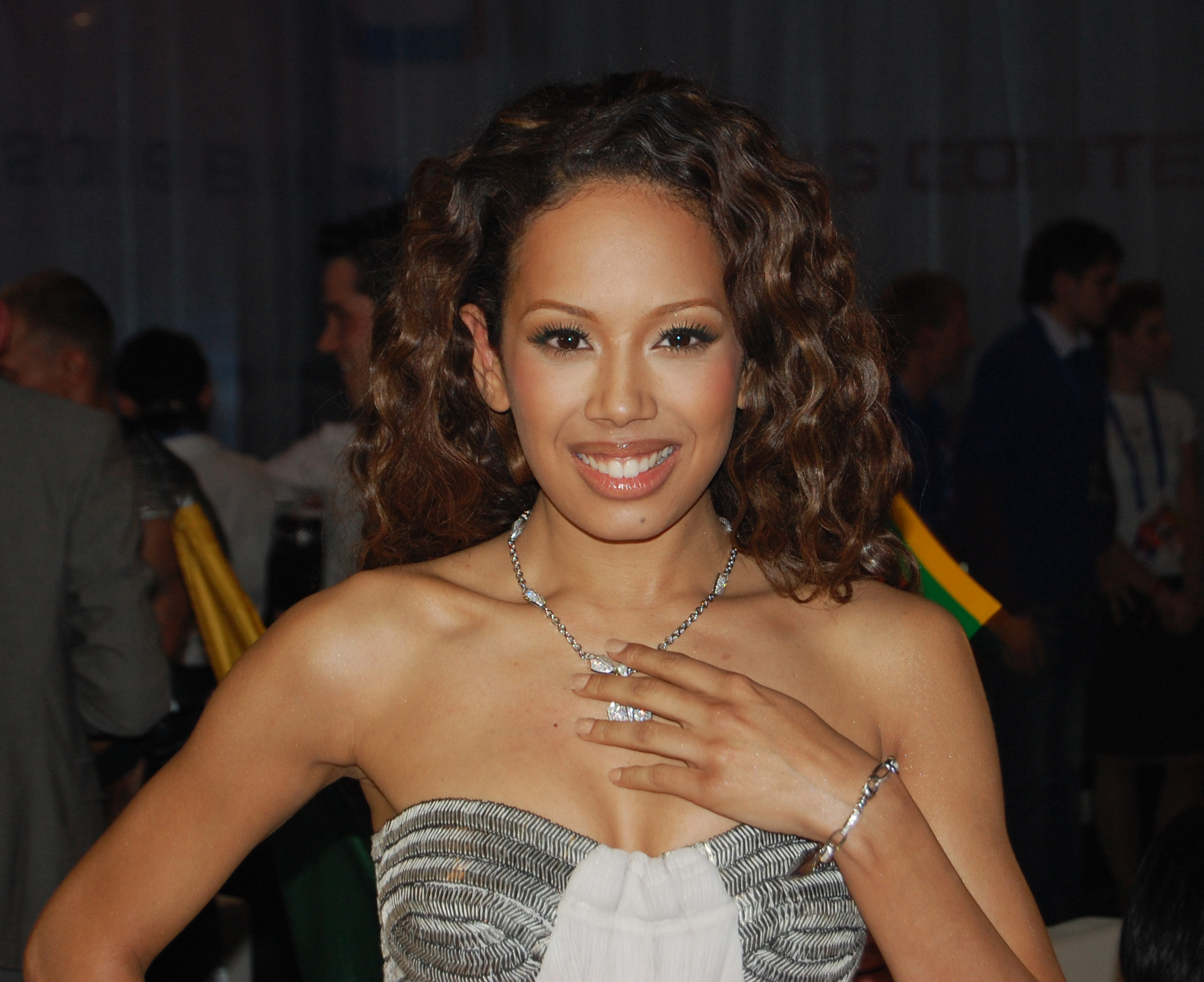
Jade Ewen nel 2008

### Singoli
- 2008 - Got You
- 2009 - It's My Time (Canzone presentata all'Eurovision Song Contest 2009)
- 2009 - My Man

### Altri brani
- Punching Out
- I Had Him First
- Stolen Love
- Got My Shit Together
- Ruthless
- Wake Up
- Burn It Up

## Filmografia

### Cinema
- End of a Gun (2016)

### Televisione
- Out There
- Mr Harvey Lights Candles
- Casualty
- Mertropolitan Police (The Bill)
- Myths
- Eurovision: Your Country Needs You